# 1880 a tudományban
Az 1880. év a tudományban és a technikában.

## Matematika
- John Venn brit matematikus létrehozza a nevét viselő Venn-diagramot

## Orvostudomány
- Bécsben megjelenik Kaposi Mór klasszikussá vált munkája, a Pathologie und Therapie der Hautkrankheiten in Vorlesungen für praktische Ärzte und Studierend, mely modern alapokra helyezte a bőrgyógyászatot

## Születések
- január 22. – Riesz Frigyes magyar matematikus, egyetemi tanár, a Magyar Tudományos Akadémia tagja († 1956)
- február 9. – Fejér Lipót magyar matematikus, az MTA tagja († 1959)
- április 15. – Max Wertheimer cseh pszichológus, a pszichológia alaklélektani irányának egyik megalapítója († 1943)
- április 17. – Leonard Woolley angol régész, a mezopotámiai Ur város feltárója († 1960)
- április 24. – Gideon Sundbäck svéd-amerikai mérnök, a cipzár fejlesztője († 1954)
- november 1. – Alfred Wegener német geofizikus, a kontinensvándorlás elmélet „atyja” († 1930)

## Halálozások
- május 31. – Hippolyte Mège Mouriès francia vegyész, a margarin feltalálója (* 1817)
- június 27. – Carl Wilhelm Borchardt német matematikus (* 1817)
- augusztus 5. – Ferdinand von Hebra osztrák orvos, bőrgyógyász (* 1816)